# Spyridōn Trikoupis
Spyridōn Trikoupis  (in greco Σπυρίδων Τρικούπης?) (Missolungi, 20 aprile 1788 – Atene, 24 febbraio 1873) è stato un politico e diplomatico greco.
Figlio del primate di Missolungi, studiò a Parigi e Londra e divenne segretario privato di Frederick North, quinto conte di Guilford e governatore delle isole Ionie.
Durante la guerra d'indipendenza greca ricoprì importanti cariche amministrative e diplomatiche: fu membro del governo provvisorio nel 1826 e della convenzione nazionale a Trezene nel 1827. Nel 1832 venne nominato presidente del Consiglio e ministro degli Esteri. L'anno seguente venne nominato Primo ministro della Grecia. 
Fu ministro a Londra (1835-1838, 1841-1843 and 1850-1861) e nel 1850 inviato straordinario a Parigi.
È rimasta famosa la sua orazione funebre per il suo amico Lord Byron, pronunciata nel 1824 nella cattedrale di Missolungi.
Anche suo figlio Charilaos Trikoupis sarà più tardi primi ministro della Grecia.